# Deviant
Deviant, också känd som Siege, är en svensk death metalgrupp bildad tidigt 2002 av tvillingarna Johan och Magnus och EB i Uppsala. Alx gick med i bandet snart därefter. Debutdemon Deviant gavs ut i augusti 2003.
Debutdemon släpptes i november 2003 och ledde till ett skivkontrakt med italienska The Spew Records tidigt 2004. Debutalbumet, Larvaeon, spelades in i slutet av december 2004 och januari 2005. Det var även under denna period som Fredrik blev medlem i bandet som basist. Albumet släpptes i juni 2005. I januari 2006 spelades en EP in, Apathyphus, som släpptes 2007 på det grekiska skivbolaget Nuclear Winter Records.

## Medlemmar
Senaste medlemmar
- Alex – sång
- Johan (Johan Wikmark) – gitarr
- Magnus (Magnus Wikmark) – gitarr
- EB – trummor
- Fredrik Holmqvist – basgitarr

Tidigare medlemmar
- Erik – basgitarr (2004)

## Diskografi
Demo
- Deviant (2003)
- Tools of Termination (2004) [1]

Studioalbum
- Larvaeon (2005)

EP
- Apathyphus (2007)